# Formica nitida
Formica nitida é uma espécie de formiga do gênero Formica, pertencente à subfamília Formicinae.